# La Puertera
La Puertera est une localité de la paroisse civile d'El Yagual dans la municipalité d'Achaguas dans l'État d'Apure au Venezuela.